# توماس سافاج
توماس سافاج (بالإنجليزية: Thomas Savage)‏‏ (25 أبريل 1915 في سولت ليك سيتي - 25 يوليو 2003 في فيرجينيا بيتش، فيرجينيا) روائي من الولايات المتحدة.

## الجوائز
- زمالة غوغنهايم